# Moedinha Número 1
A Moedinha Número 1 é um elemento do universo fictício de Patópolis nas histórias em quadrinhos dos estúdios Disney: é a primeira moeda que Tio Patinhas ganhou na vida. A Moedinha Número 1 foi criada por Carl Barks, fazendo sua estréia na história "The Round Money Bin" (setembro de 1953).
Patinhas recebeu a moeda aos dez anos de idade, quando vivia em sua terra-natal, Escócia e trabalhava como engraxate. O velho quaquilionário ainda tem a moeda, guardada sobre uma almofada debaixo de uma cúpula de vidro, pois a considera muito especial. Para Pato Donald, Huguinho, Zezinho e Luisinho, Gastão e muitos outros, a Moedinha Número 1 é um talismã de boa fortuna, mas Patinhas assegura que seu valor é somente sentimental. A moedinha número 1 fundida no calor sulfúreo do Vesúvio, se transformada em talismã, dá à Maga Patalójika o Toque de Midas, o maior poder mágico do mundo das bruxas e feiticeiros. O Toque de Midas é a 1ª moeda da pessoa mais rica do mundo fundida e transformada em talismã. Por isso é que a Maga Patalójika deseja tanto a moedinha número 1 de Patinhas.